# Тягло
Тя́гло — система денежных и натуральных государственных повинностей крестьян и посадских людей в Русском государстве XV — начале XVIII века.
В древних грамотах применялось слово «тягость», позже — тягло, несущий его — тяглый крестьянин.
Основная окладная единица тяглого населения называлась сохой. Помимо прямых налогов крестьяне и посадские люди исполняли и другие тяглые повинности («государеву подать», подводную, постоялую, ямскую гоньбу и так далее), нередко переводившиеся в деньги («стрелецкие деньги», «полоняночные деньги» (на выкуп пленных), «ямские деньги»). В XVII веке наиболее тяжёлыми налогами являлись так называемые стрелецкий хлеб, или стрелецкие деньги, ямские, данные или оброчные деньги. В 1679 году система обложения по сохам (посошная) была заменена подворной: важнейшие прямые налоги и мелкие сборы были объединены в один налог — стрелецкую подать. Термин «тягло» после введения в 1724 году подушной подати был заменён словом «подать», но употреблялся как условная единица обложения в XVIII—XIX веках. После крестьянской реформы 1861 года термин «тягло» исчезает.

## Тягло в Русском царстве
Тягло — в Русском царстве податная обязанность более или менее осевших, состоятельных хозяйств по отношению к государству. В обычных своих размерах тягло не только превышало размеры оброка, но иногда поднималось выше платежеспособности населения. Оброк всегда считался более лёгким, чем тягло. В термине «тягло» нередко сливались все виды прямых налогов. В древних грамотах тягло заменяется словом «тягость»; тяглом облагался не член общины, а определённая единица, округ, волость, как совокупность хозяйств. Физическое или юридическое лицо, подлежавшее тяглу, должно было владеть хозяйством, которое распадалось на главный центр и второстепенные части. Эти части «тянули» к центру и носили название тяглых. Отсюда тяглом стал называться объект налога, участок пашни, надел. От тягла освобождала гражданская служба по назначению от правительства, военная служба, дворовая, придворная и отчасти принадлежность к купеческому сословию. С XVII века привилегии эти стали подвергаться ограничениям. Мелкие землевладельцы служилого класса не были свободны от тягла. Привилегии духовенства постепенно были ограничены. По различным причинам, иногда выдавались льготы отдельным лицам тяглого класса. Чаще встречаются временные привилегии, даруемые ввиду бедственного положения хозяйства данного лица. Беднейшие классы сельского и городского населения, нищие, бедные вдовы и прочие вовсе не входили в «разрубы и разметы» тяглой общины и не записывались в тягло. Вольные люди при заселении необработанной пустоши также получали льготы на тот или другой срок, в зависимости от размеров капитала и количества труда, необходимых для приведения участка в условия, годные для посева. К чисто случайным причинам освобождения от тягла относятся разорение от неприятельских войск и разбойничьих шаек, пожаров, услуги государству и прочее. Ввиду злоупотреблений со стороны крестьян, введены были поручные записи в том, что поселенцы до истечения льготных лет не сойдут с участка, а по истечении будут платить подати исправно. К составу тяглого населения в Русском царстве XVII веке относятся крестьянская община и посадская община.

## Тягло в духовенстве
Приходское духовенство, в своём духовном ведомстве, в Древней Руси, было податным классом, который был обязан тяглом своему владыке, должен был кормить последнего со всеми его служилыми людьми. Выражение «тяглые попы» было официальным термином. Система кормления, на которой построена вся древняя администрация, легла в основу и епархиального управления и всею тяжестью пала на белое духовенство. Административные отношения между архиереем и духовенством, о которых говорят древние акты, главным образом состоят со стороны архиерея в стремлении устроить правильность сборов, предотвратить всякое уклонение от них, в той же гоньбе за тяглым человеком, которая так характеристично проявлялась в светской администрации, — с другой, со стороны духовенства — в уклонениях от сборов, в хлопотах сбавить церковную дань, добыть жалованную грамоту, сменить один приход, с которого платилось много, на другой, обложенный более лёгким сбором. Святительские дани и пошлины платились священно-церковнослужителями при самом производстве их в духовный чин и во все продолжение их служения при церквях. Каждый ставленник, рукополагаемый во священника и диакона и посвящаемый в стихарь, обязан был платить «ставленые пошлины». После резких обличений стригольников касательно поставления пастырей на мзде, собор 1503 года отменил было эти пошлины, но Стоглав снова узаконил их. За переход к другой церкви каждый священнослужитель платил «перехожие деньги». Вдовые попы и диаконы платили «епитрахильные» и «орарные» пошлины. Безместное духовенство, служившее по найму, для которого оно становилось на крестцах (перекрестках), обложено было пошлиной «крестцовой». За явку грамот новому архиерею платилась «явленая куница» или явочные деньги. Все церкви платили в архиерейскую казну ежегодно «церковную дань» по числу приходских дворов. Важную статью архиерейских доходов составляли пошлины за «антиминсы» для новых церквей и «венечные» с браков. При Иване Грозном определена была денежная сумма, которую духовенство должно было платить ежегодно за архиерейский «подъезд», хотя бы архиерей и не ездил по епархии. Кроме подъезда, оно платило ещё «московский подъём», для покрытия издержек на поездки епископа к митрополиту. Со сборами на архиереев соединялись ещё особые сборы на их чиновников и служителей архиерейского дома; со времени Стоглава эти сборы слагались в одну общую сумму, равную по величине церковной дани и известную под именем «десятильнича дохода». При поездках архиерейских чиновников духовенство ставило им кормы и подводы. Оно же строило двор архиерея и дворы десятильничьи. Сами платежи сборов и запись их в книги облагались пошлинами в пользу архиерейских служителей под именем «данских» и «отвозных» денег, «с оброком куницы» и «писчего». Из этого перечня пошлин видно, что белое духовенство действительно было тяглым в отношении к своему архиерею в том же самом смысле, в каком это понятие прилагалось к членам крестьянских и посадских черных общин. В наказах архиерейских поповским старостам и десятильникам на первом плане стоит сбор пошлин с духовенства, — и общий финансовый взгляд на управление, который проходит через всю древнюю администрацию, проводится здесь во всей своей силе.

## Санкции за уклонение от уплаты тягла
Тяжесть тягла вела к разнообразным уклонениям от него, и вот — как в гражданской, так и в церковной администрации — является гоньба за тяглым человеком, усиленные хлопоты о том, чтобы он не оказался из былых, не вышел из службы и из тягла, строгости и правежи. Архиепископ новгородский Феофил, предписывая (1477 год) псковским священникам платить пошлины без всякого забвения, грозит: «а которые вященницы не заплатят подъезда моего, и аз тем литургисати не велю». В наказной грамоте Иоакима назначается штраф за утайку священниками приходских дворов и земли или промыть по 2 рубля по 4 алтына 11/2 деньги за каждый утаённый двор; затем поповскому старосте предписывается собрать церковную дань и все пошлины без недобора, а на ослушниках править без всякой пощады. За неисправный платёж церковной дани патриарх Адриан грозит священникам лишением мест. Количество сборов зависело от усмотрения архиереев. Случалось, что церковь облагалась слишком высокими сборами и поэтому долго оставалась вовсе без причта. Случалось и то, что причт, соединясь с прихожанами, силой отбивался от сборов. В 1435 году во Пскове духовенство вместе с народом сильно поколотили владычных людей. Тоже случилось в Вышгороде; горожане прибили и изувечили десятильника и людей митрополита Ионы. Законным средством избавиться от тяжести платежей были «жалованные грамоты», но архиереи давали такие грамоты большей частью только таким церквям, которые находились в государевых сёлах или в вотчинах уважаемых монастырей и сильных лиц. Кроме платежей в архиерейскую казну духовенство не было свободно и от гражданских платежей и повинностей. Со своих земель оно должно было выставлять ратников, давать деньги или припасы на военные нужды, поставлять корма и подводы чиновникам, поддерживать мосты и дороги, исполнять повинность городовую. Духовные лица, жившие на чужих землях, подлежали ещё сборам в пользу владельца. Жившие на чёрных землях тянули с чёрными людьми, то есть несли тягло, платили оброк наместникам и другим чиновникам, деньги ямские, стрелецкие, пищальные и другие. Белою, свободною от платежей, считалась только земля церковная, но и с неё духовенство должно было нести некоторые платежи в чрезвычайных случаях, — во время войны и для выкупа пленных. Из постоянных повинностей она не освобождалась от повинности губной, то есть содержания губного старосты. При Петре I старое архиерейское тягло сделалось для духовенства тяжелее прежнего, потому что попало теперь в ведомство сборщиков монастырского приказа. Кроме старых платежей, явились ещё новые в пользу школ и богаделен и на жалованье вновь явившемуся военному духовенству; вместо личной военной службы, с духовенства назначен особый государственный сбор, — со священнослужителей — драгунскими лошадьми, по одной лошади с каждых 150 дворов прихода, а с причетников деньгами по рублю; явились новые повинности — караульная по улицам, пожарная (отменённые в 1742 году) и другие. Все эти сборы с духовных лиц производились, как и с крестьян, посредством жестоких правежей, с большими запросами и взятками. В 1764 году, когда упразднено было в церкви существование крепостного права, уничтожено старое тягло, которое несло духовенство в пользу архиереев. Все сборы в архиерейскую казну, на епархиальных чиновников и на школы были отменены; при освящении церквей дозволено брать только 50 копеек за антиминс, а при поставлении ставленников — по 2 рубля за поставление во диаконы и то же по 2 рубля за поставление в священники; употребление ставленников на работы при архиерейских домах запрещено; в 1765 году отменены сборы за венечные памяти; в 1766 году отменён сбор и подможных денег для полковых священников. Остались сборы на содержание духовных правлений и на поездки епархиальных чиновников и властей по округам, на который штаты не назначили никаких сумм.